# Partido Radical Socialdemócrata
De Partido Radical Socialdemócrata (Nederlands: Sociaaldemocratische Radicale Partij) was een sociaaldemocratische partij in Chili.

## Geschiedenis
De PRSD ontstond op 18 augustus 1994 toen de sociaalliberale Partido Radical (Radicale Partij) en de Partido Socialdemocracia Chilena (Chileense Sociaaldemocratische Partij) fuseerden. De Partido Radical was een politieke partij die in 1863 was opgericht als afsplitsing van de liberale partij en een belangrijke factor was in Chileense politiek vanaf het einde van de negentiende eeuw tot aan het midden van de twintigste eeuw. In de jaren '60 en '70 werd de partij gekweld door afsplitsingen als gevolg van de linkse en socialistische koers van de partij. Een van die afsplitsingen was de Partido de Izquierda Radical (Partij van Radicaal Links) die op 3 augustus 1971 werd opgericht en ondanks de naam doet vermoeden, rechts van de Partido Radical stond. In 1973 werd de naam gewijzigd in Partido Social Democracia de Chile (Chileense Sociaaldemocratische Partij). De PSDC en de PR werden na de staatsgreep van generaal Augusto Pinochet verboden. Een aantal vroegere leden van de PSDC steunde het nieuwe militaire regime.
Na het herstel van de democratie (1989/90) deden beide partijen het slecht bij de verschillende verkiezingen hetgeen leidde tot bovengenoemde fusie in 1994. Sinds haar oprichting nam de partij (behalve in de periode 2010-2014) deel aan de coalitie van centrumlinkse partijen, aangevoerd door de Partido Socialista (PS) en de Partido Demócrata Cristiano (PDC). Binnen deze coalitie was de PRSD echter maar een kleine speler.
In 2018 veranderde de partij van naam en ging verder als Partido Radical de Chile.

## Ideologie
De PRSD was een sociaaldemocratische partij. Een minderheid binnen de partij hangt het sociaalliberale gedachtegoed aan.

## Zetels
| Kamer van Afgevaardigden | Kamer van Afgevaardigden | Kamer van Afgevaardigden |
| Jaar                     | Zetels                   | %                        |
| ------------------------ | ------------------------ | ------------------------ |
| 1997                     | 4/120                    | 3,13                     |
| 2001                     | 6/120                    | 4,05                     |
| 2005                     | 7/120                    | 3,54                     |
| 2009                     | 5/120                    | 3,80                     |
| 2013                     | 6/120                    | 3,87                     |

| Senaat | Senaat | Senaat |
| Jaar   | Zetels | %      |
| ------ | ------ | ------ |
| 1997   | 0/38   | 1,79   |
| 2001   | 2/38   | 1,10   |
| 2005   | 3/38   | 2,40   |
| 2009   | 1/38   | 3,61   |
| 2013   | —      | —      |

## Internationale affiliatie
De PRSD was lid van de Socialistische Internationale en de Progressieve Alliantie.